# 최염
최염(崔琰, 163년? ~ 216년)은 중국 후한 말기의 관료로, 자는 계규(季珪)이며 청하국 동무성현(東武城縣) 사람이다. 공명정대하고 성실한 인물이었다.

## 생애
젊을 때부터 검술을 익혔으며, 23세 때 병사로 출사하였으나 그 후 학문에 힘써 《논어》와 《한시(韓詩)》를 읽었다. 29세에는 공손방(公孫方) 등과 함께 정현의 가르침을 받았다.
1년이 채 안 되었을 때, 황건적이 북해를 습격하여 정현은 제자들과 함께 산으로 피신하였다. 그러나 식량이 부족하였기 때문에, 정현은 어쩔 수 없이 제자들을 떠나 보냈다. 최염은 도적들이 있었기 때문에 고향으로 돌아가지 못하였고, 청주·서주·연주·예주 등을 4년에 걸쳐 돌아다녔으며 멀리는 수춘(壽春)까지 갔다. 그 후 고향에서 독서와 음악을 즐겼다.
대장군 원소는 최염을 초빙하였으며. 최염은 그의 가신이 되었다. 최염은 원소의 병사들이 무덤을 파헤친다는 이야기를 듣자 이를 말렸고, 그 후 기도위(騎都尉)에 임명되었다.
건안 5년(200년), 원소가 조조와 결전을 치르기 위하여 남쪽으로 군세를 향하자 최염은 원소에게 황제가 허(許)에 있으니 일단은 국경을 지켜야 한다고 간하였다. 원소는 듣지 않았고, 관도(官渡)에서 조조에게 패하였다.
건안 7년(202년) 2월, 원소가 죽었다. 원소의 두 아들 원담과 원상은 세력을 다투었다. 서로 앞다투어 최염을 초빙하였는데, 최염은 병을 핑계로 모두 응하지 않았다. 이에 원상은 최염을 옥에 가두었으나, 음기와 진림이 간하였기 때문에 곧 풀어주었다.
건안 9년(204년), 기주목이 된 조조는 최염을 초빙하여 별가(別駕)에 임명하였다. 조조는 기주의 호적을 보고는 "30만 명의 병사를 모을 수 있겠다. 과연 기주가 대주(大州)로구나!"라고 말하며 기뻐하였다. 이에 최염은 전란에 지친 백성들을 돌보아야 한다며 직언하였고, 조조는 곧 사과하였다. 조조가 병주(幷州)를 토벌한 후, 최염은 업에 남아 조비를 보좌하였다.
조조가 위공(魏公)이 된 후, 최염은 상서(尙書)에 임명되었으며 모개(毛玠)와 함께 인사에서 훌륭한 수완을 보였다. 조조가 조비의 동생 조식을 총애하여 태자에 임명하려 하자, 최염은 조조에게 조비를 태자로 임명해야 한다고 주장하였다. 조조는 곧 마음을 돌렸고, 최염을 중위에 임명하였다.
조조가 위왕(魏王)이 된 후, 최염이 일전에 천거한 양훈(楊訓)이라는 자가 조조를 찬미하는 상주문을 바쳤다. 이 글에 포함된 최염의 비평에 대하여 참언한 자가 있었기 때문에, 최염은 조조의 미움을 받아 투옥되었다. 그러나 최염은 옥중에서도 당당한 태도를 유지하였으며, 조조는 이를 불쾌히 여겨 그에게 자결을 명하였고, 결국 최염은 스스로 목숨을 끊었다.

## 《삼국지연의》 속 최염
조조가 위왕에 즉위하려 하는 것을 반대하여 이에 성난 조조는 최염을 때려죽였다.

## 가계

### 관련 인물
최림

## 같이 보기
- 삼국지 인물 목록